# Nicolás Talpone
Nicolás Talpone (La Plata, 9 aprile 1996) è un calciatore argentino, centrocampista del Colón (SF).

## Caratteristiche tecniche
È un esterno destro.

## Carriera
Cresciuto nelle giovanili dell'Estudiantes (LP), ha esordito il 12 aprile 2016 in occasione del match vinto 3-2 contro l'Atl. Tucumán.

## Statistiche

### Presenze e reti nei club
Statistiche aggiornate al 6 agosto 2019.
| Stagione           | Squadra            | Campionato         | Campionato | Campionato | Coppe nazionali | Coppe nazionali | Coppe nazionali | Coppe continentali | Coppe continentali | Coppe continentali | Altre coppe | Altre coppe | Altre coppe | Totale | Totale | Totale |
| Stagione           | Squadra            | Comp               | Pres       | Reti       | Comp            | Pres            | Reti            | Comp               | Pres               | Reti               | Comp        | Pres        | Reti        | Pres   | Reti   |        |
| ------------------ | ------------------ | ------------------ | ---------- | ---------- | --------------- | --------------- | --------------- | ------------------ | ------------------ | ------------------ | ----------- | ----------- | ----------- | ------ | ------ | ------ |
| 2016               | Estudiantes (LP)   | PD                 | 1          | 0          | CA              | 0               | 0               | CS                 | 0                  | 0                  |             | -           | -           | 1      | 0      |        |
| 2016-2017          | Estudiantes (LP)   | PD                 | 3          | 0          | CA              | 0               | 0               |                    | -                  | -                  |             | -           | -           | 3      | 0      |        |
| 2017-2018          | Estudiantes (LP)   | PD                 | 4          | 0          | CA              | 0               | 0               | CL                 | 0                  | 0                  |             | -           | -           | 4      | 0      |        |
| Totale Estudiantes | Totale Estudiantes | Totale Estudiantes | 8          | 0          |                 | 0               | 0               |                    | 0                  | 0                  |             | -           | -           | 8      | 0      |        |
| 2018-2019          | Agropecuario       | PBN                | 15         | 1          | CA              | 0               | 0               |                    | -                  | -                  |             | -           | -           | 15     | 1      |        |
| Totale carriera    | Totale carriera    | Totale carriera    | 23         | 1          |                 | 0               | 0               |                    | 0                  | 0                  |             | -           | -           | 23     | 1      |        |